# 2020年京都市長選挙
2020年京都市長選挙は、日本の地方自治体である京都市の執行機関である京都市長を選出するために行われた選挙である。2020年2月2日に投開票が行われた。

## 概要
現職の市長門川大作の任期満了に伴う選挙である。2019年10月14日、地域政党京都党の代表であり京都市議を務める村山祥栄が京都党を離党の上で無所属にて出馬することを表明した。次いで、10月17日には現職の門川大作が4選目を目指して出馬表明をする。11月8日には弁護士の福山和人が野党共闘に取り組む市民グループや労働組合や共産党などでつくる民主市政の会の支援を受ける方向で出馬表明した。また、ボランティア団体代表の寺田浩彦も独自に出馬を表明していたが、立候補はしなかった。
各候補者ともいずれも無所属であり、村山祥栄は政党・団体支援を受けない「市民代表」を標榜している。門川大作は公明党及び自由民主党・立憲民主党・国民民主党・社会民主党の各京都府連の推薦を受けており、非共産系与野党相乗りとなっている。福山和人はれいわ新選組・日本共産党の推薦を受けている。また、前回の市長選で村山の擁立を模索した日本維新の会は独自候補を擁立する動きがあったが、候補者選定に難航したことから擁立を断念し自主投票となった。

## 選挙データ

### 公示日
- 選挙事由：任期満了
- 告示日：2020年1月19日

### 投票日
- 2020年2月2日

## 立候補者

### 立候補者の一覧
3名、立候補届け出順
| 候補者名（読みかた）            | 年齢 | 党派 | 肩書き                       |
| ------------------------------- | ---- | --- | ---------------------------- |
| 村山祥栄（むらやま しょうえい） | 41   | 無所属 | 元京都市議                   |
| 門川大作（かどかわ だいさく）   | 69   | 無所属（公明党推薦・自由民主党京都府連推薦・国民民主党京都府連推薦・立憲民主党京都府連推薦・社会民主党京都府連推薦） | 京都市長（現職）             |
| 福山和人（ふくやま かずひと）   | 58   | 無所属（日本共産党推薦・れいわ新選組推薦）                                                                           | 弁護士・元京都弁護士会副会長 |

### 立候補者の公式サイト
- 村山祥栄

村山しょうえいオフィシャルサイト
村山祥栄 京都市長候補 (@sho9722483) - X（旧Twitter）
- 門川大作

かどかわ大作オフィシャルサイト
門川大作 (@miraikyoto2020) - X（旧Twitter）
- 福山和人

福山和人（ふくやまかずひと）オフィシャルサイト
福山和人 (@kaz_fukuyama) - X（旧Twitter）

## 選挙の争点

### 3期12年にわたる門川市政の是非
3期12年を務めた門川市政の評価と今後の市の方向性が争点となる。歴代の京都市長で4選は1人しかおらず、一般に多選は批判される傾向にある。自民党では政令市長推薦は3期までと規定しており、当初は復興事務次官経験者の西脇隆俊の擁立を模索していたが、西脇は2018年京都府知事選挙に出馬し当選したことで人選が難航する。10月に村山がいち早く出馬表明したことを受けて時間切れの形で門川の続投を容認した。自民党以外も非共産の枠組みを維持する目的で消去法での推薦をしたとされている。

### 京都市の行財政改革
京都市では2001年より財源不足を理由に「財政非常事態宣言」が出されており、2020年現在も終結宣言は出されていない。2020年度の予算編成の際には、20年度一般会計予算編成に関する副市長発信の通知文にも8千億円近くある一般会計の規模に対して約300億円不足しているとの見解が出されていた。また、19年度予算では道路のひび割れ補修など新規・充実枠と指定されていた10事業にも予算不交付が決められた。

### 観光公害への打開策
現職である門川が当選した2016年の市長選では「宿泊施設の増加」を公約に掲げていた。門川には訪日観光客の急増を見込んでのことだったが、客室数は予想以上に増えて飽和状態になり、交通混雑や騒音などの観光公害（オーバーツーリズム）を引き起こすようになった。門川は違法民泊対策や観光客の分散化を進めたが、市内中心部は宿泊施設の乱立したことによって地価高騰を起こし、オフィスや住居が確保しにくくなった。
また、従来から観光にも使われてきた京都市バスでも、訪日観光客の増加により運行ダイヤの乱れが慢性化している。2017年に行われた京都観光総合調査では、日本人観光客の46％が京都観光で「残念なことがあった」と回答し、その内訳には「人が多い、混雑」（17.1％）が最多であり、「人が多くて、ゆっくり楽しめない」「バスがいつも満員で混雑していて乗れないことがある」という項目が不満点で続いている。

### 交通機関の整備
これまで懸案となっていた交通機関の整備に対し各候補者が対案を示し訴えた。1970年代に開発の始まった洛西ニュータウンへは地下鉄の延伸が構想されたが、実現しないままであった。これに対し、村山は桂川駅とを結ぶBRTの導入を掲げ、福山はLRT導入検討を公約に含めた。一方、門川は地下鉄の延伸または新交通システムによる長岡京市・宇治市も含む環状交通網の構想を提案した。高速鉄道についても、福山はリニア中央新幹線誘致と北陸新幹線延伸に反対し、門川はいずれも賛成、村山はリニア誘致に賛成し北陸新幹線延伸に反対、と対立した。

## 時系列
- 2020年1月19日 - 告示
- 2020年2月2日 - 投票及び開票

## 投票結果
※当日有権者数：1,159,615人 最終投票率：40.71%（前回比：＋5.03pts）
| 候補者名 | 年齢 | 所属党派 | 新旧別 | 得票数    | 得票率 | 推薦・支持                                                                                     |
| -------- | ---- | -------- | ------ | --------- | ------ | ---------------------------------------------------------------------------------------------- |
| 門川大作 | 69   | 無所属   | 現     | 210,640票 | 45.09% | （推薦）公明党・自由民主党京都府連・国民民主党京都府連・立憲民主党京都府連・社会民主党京都府連 |
| 福山和人 | 58   | 無所属   | 新     | 161,618票 | 34.60% | （推薦）日本共産党・れいわ新選組                                                               |
| 村山祥栄 | 41   | 無所属   | 新     | 94,859票  | 20.31% | （支援）京都党                                                                                 |

| 区     | 門川大作 | 門川大作 | 福山和人 | 福山和人 | 村山祥栄 | 村山祥栄 |
| 区     | 得票     | %        | 得票     | %        | 得票     | %        |
| ------ | -------- | -------- | -------- | -------- | -------- | -------- |
| 合計   | 210,640  | 45.09%   | 161,618  | 34.60%   | 94,859   | 20.31%   |
| 北区   | 16,859   | 41.86%   | 14,994   | 37.23%   | 8,424    | 20.92%   |
| 上京区 | 12,025   | 42.35%   | 10,635   | 37.45%   | 5,735    | 20.20%   |
| 左京区 | 19,159   | 32.03%   | 22,558   | 37.72%   | 18,091   | 30.25%   |
| 中京区 | 16,184   | 42.33%   | 13,542   | 35.42%   | 8,507    | 22.25%   |
| 東山区 | 5,093    | 41.67%   | 4,493    | 36.76%   | 2,635    | 21.56%   |
| 山科区 | 21,770   | 52.61%   | 12,908   | 31.20%   | 6,699    | 16.19%   |
| 下京区 | 11,260   | 44.09%   | 8,479    | 33.20%   | 5,799    | 22.71%   |
| 南区   | 13,831   | 49.00%   | 9,562    | 33.88%   | 4,833    | 17.12%   |
| 右京区 | 29,528   | 45.39%   | 22,846   | 35.12%   | 12,675   | 19.49%   |
| 西京区 | 23,248   | 48.37%   | 15,691   | 32.65%   | 9,121    | 18.98%   |
| 伏見区 | 41,683   | 52.15%   | 25,910   | 32.41%   | 12,340   | 15.44%   |

門川が公明支持層の8割以上と自民支持層の7割を手堅くまとめ、4選した。門川は1395の企業・団体から推薦を集め、支援各党の市議と市内選出府議計59人がフル稼働する組織戦を展開し、府や経済界などと一体化した「オール京都」体制をアピールして支持基盤を固めた。福山は2018年の府知事選で善戦した知名度を元に、れいわ新選組の支援も得て無党派層への浸透を図ったが、及ばなかった。村山は自ら設立した京都党を離党してあらゆる政党支援を辞退し、市長選で1993年から続く「非共産対共産」構図からの脱却を唱え、保守票の分散を狙ったが浸透しきれなかった。支持層を固めた自民・公明に対し、門川を推薦した立憲民主党は支持層の4割強を福山に、3割弱を村山に切り崩された。国民民主党も支持層の4割弱が村山に流れた。無党派層からの支持は福山が最も多かったものの4割弱にとどまり、3候補でほぼ三分される形となった。投票率は前回より5.03ポイント高い40.71％で、20年ぶりに40%を超えた。
門川陣営は攻撃目標を福山にしぼった選挙戦を展開しており、1月28日に京都府総合見本市会館稲盛ホールで行われた集会では「共産党をたたきつぶすぞ。門川候補大勝利」と唱和した。また、1月12日の総決起大会では竹内譲公明府本部代表が「福山氏が当選すれば市役所に赤旗が立つ」と述べるなど、陣営は「反共」宣伝を告示前から繰り返した。一方、福山は「僕が市長になったら、赤旗ではなく保育所が建つ」と切り返したが、市長選に向けた市民団体からの野党共闘への呼び掛けは共産だけが快諾し、候補者選定は実質的に共産主導で行われるなど、市民団体の看板が共産による他党取り込みに使われた印象を与えた。毎日新聞はこのような「共産vs反共産」の構図が門川陣営では若年層の、福山陣営では保守層や中間層の離反を招いたと分析した。

## 門川の新聞広告問題
門川の支持母体「未来の京都をつくる会」は、1月26日付の京都新聞、朝日新聞、読売新聞の各紙に「大切な京都に共産党の市長は『NO』」というメッセージを添えた広告を掲載。「いまこそONE TEAMで京都を創ろう！」などの言葉とともに9人の著名人が顔写真付きで紹介されるが、そのうち京都商工会議所会頭の立石義雄以外の8人は広告内容を承知していなかったことが判明。波紋を呼んだ。
京都府知事の西脇隆俊と臨済宗相国寺派管長の有馬頼底は「事前に知らなかった」と述べ、映画監督の中島貞夫は「広告の掲載や文言は聞いていない。共産党だからNOだとか排除するような考え方は間違い」と述べ、日本画家の千住博は「許可なく無断で掲載されたことを大変遺憾に思います」と自身のホームページで発表し、放送作家の小山薫堂の事務所はインターネットで「事前の説明も了承もなかった」と述べ、俳優の榎木孝明は「この記事を出すに当たり確認がなかったので、門川氏の担当者に連絡をして今後このような使い方はしないでほしいとお伝えしました」と述べ、堀場製作所は会長の堀場厚の掲載について「広告を出すと聞いていたが、本人も秘書も内容は全く知らなかった」と述べた。門川を推薦している社民党京都府連は、「（注・当該広告は）政策を訴えるのではなく、レッテル貼りで自由な議論を封じ込める手法であり、社会民主党京都府連合が賛同することはあり得ない。」と述べつつ、「今回の京都市長選挙における社会民主党京都府連合の態度は『門川大作候補に投票を』である」という表明を改めて行った。
これらの動きに対し、門川の選挙事務長で自民党京都府連幹事長の吉井章市議は「あらゆる広告物に推薦人の名前と写真を使用することは事前に了承を得ている」と反論した。
そして、同じく推薦人として広告に紹介されている夏木マリの肩書が「東京オリンピック・パラリンピック競技大会組織委員会顧問」となっていることについて、同組織委員会は事前に把握していなかったことが判明した。組織委員会は「東京オリンピック・パラリンピック競技大会」の文言は知的財産で、使用は東京大会のパートナー企業に厳密に限られていると説明した。